# Czerwieńsk I (gromada)
Czerwieńsk I – dawna gromada, czyli najmniejsza jednostka podziału terytorialnego Polskiej Rzeczypospolitej Ludowej w latach 1954–1972.
Gromady, z gromadzkimi radami narodowymi (GRN) jako organami władzy najniższego stopnia na wsi, funkcjonowały od reformy reorganizującej administrację wiejską przeprowadzonej jesienią 1954 do momentu ich zniesienia z dniem 1 stycznia 1973, tym samym wypierając organizację gminną w latach 1954–1972.
Gromadę Czerwieńsk I z siedzibą GRN w Czerwieńsku (wówczas wsi) utworzono – jako jedną z 8759 gromad na obszarze Polski – w powiecie zielonogórskim w woj. zielonogórskim na mocy uchwały nr V/29/54 WRN w Zielonej Górze z dnia 5 października 1954. W skład jednostki wszedł obszar dotychczasowej gromady Czerwieńsk ze zniesionej gminy Czerwieńsk w tymże powiecie. Dla gromady ustalono 16 członków gromadzkiej rady narodowej.
Gromadę Czerwieńsk I zniesiono 1 stycznia 1957 związku z nadaniem jej statusu osiedla o nazwie Czerwieńsk (1 stycznia 1969 Czerwieńsk otrzymał status miasta).
1 stycznia 1973 w powiecie zielonogórskim reaktywowano gminę Czerwieńsk.
Uwaga: Wyróżnik "I" w nazwie gromady został zastosowany w celu odróżnienia jej od gromady Czerwieńsk II, także z siedzibą władz w Czerwieńsku.